# Geschiedenis van de Nederlandse spelling
De geschiedenis van de Nederlandse spelling is een bewogen geschiedenis, die wordt gekenmerkt door vroege en veel pogingen om de spelling van het Nederlands te standaardiseren. In zowel Nederland, Vlaanderen als Suriname is een officiële spelling, een vorm van de spelling-De Vries en Te Winkel, voorgeschreven voor de overheid en het onderwijs.

## 8e eeuw–1150:Oudnederlands
De spelling van het Oudnederlands blijkt uit de oudste teksten, zoals de Utrechtse doopgelofte, de Wachtendonckse Psalmen, de Middelfrankische Rijmbijbel en de Leidse Willeram.

## 1150–14e eeuw:Middelnederlands
Het Middelnederlands, oftewel het Nederlands van Hebban olla vogala zoals dat ongeveer tussen 1150 en 1500 bestond, kende nog geen vaste grammatica. Teksten zijn in de regel geschreven in het dialect van de auteur. Aan de taal in manuscripten herkent men vaak of een tekst bijvoorbeeld afkomstig is uit Limburg, Brabant, Vlaanderen of Holland. Op grond hiervan is het logisch dat ook de spelling van het Middelnederlands veel streekgebonden variatie vertoonde.
Toch was er geen sprake van een onoverzichtelijke chaos. Vaak was een schrijver binnen dezelfde tekst wel consequent en ook waren er zekere regionale voorkeuren in de verschillende schrijfcentra die waren ontstaan. Zo schreven de klerken in Amsterdam in de 14e eeuw meestal lant, die in Utrecht land. En het moderne systeem van het korter of juist langer maken van klanken was toen ook al bekend: zie de vormen tel-len en sla-pen in Karel ende Elegast.
De spelling van die tijd was fonetisch, wat wil zeggen dat de geschreven vorm in de eerste plaats bepaald werd door de klank van het woord. Woorden werden dus vaak geschreven zoals ze werden uitgesproken. De principes van gelijke onderliggende vormen in verschillende fonologische contexten (bijvoorbeeld land, want zonder auslautverhärtung landen) en analogie (hij vindt, want hij loopt) waren veel minder belangrijk dan tegenwoordig. Dit laatste blijkt uit schrijfwijzen als lant ("land") en hi vint ("hij vindt").
Van sommige grafemen zoals het grafeem ij, dat veel voorkomt in bijvoorbeeld het (in de 19e eeuw vastgelegde) lied 'Heer Halewijn zong een liedekijn' en waarvan de overeenkomende gesproken klank nog niet zoals nu een diftong was, is de precieze Middelnederlandse uitspraak niet bekend. Wel staat vast dat deze uitspraak niet geheel samenviel met die van de / i / in niet. Iets soortgelijks gaat op voor het Middelnederlandse grafeem oe, dat drie verschillende klanken vertegenwoordigde.
Fraeye historie ende al waer

Mach ic v tellen hoort naer

Het was op enen auontstont

Dat karel slapen begonde

Tengelem op den rijn

Dlant was alle gader sijn.
Het Nederlands werd vanaf het begin opgeschreven in het Latijnse alfabet. De Nederlandse variant hiervan kende oorspronkelijk 23 letters: a, b, c, d, e, f, g, h, i, k, l, m, n, o, p, q, r, s, t, v, x, y, z. Pas in een later stadium kwamen hier ook nog de letters j, u en w bij.
Een probleem met het Latijnse alfabet was dat men er het voor het Nederlands zo belangrijke verschil tussen gedekte en open klinkers (a - aa) niet gemakkelijk mee kon aangeven. Dat werd op verschillende manieren opgelost. Voor jaar schreef men aan begin van de 13e eeuw weleens het onpraktische jar en al snel ging men ook jaer en jair schrijven, nog later ook jaar. Aan deze schrijfwijzen kunnen ook varianten als yaer en iaer toegevoegd worden.
Een ander kenmerk van de manier waarop men schreef, was dat men clitica als lidwoorden en voorzetsels vaak vast schreef aan het woord waar ze bij hoorden: tjaer en dlant, zoals hiernaast in het fragmentje uit Karel ende Elegast, en naar alle waarschijnlijkheid ook zo uitsprak. Een bijkomstigheid hiervan is dat bepaalde vormen zoals hoordi voor meerdere interpretaties vatbaar kunnen zijn, aangezien deze vormen het resultaat zijn van verschillende mogelijke samentrekkingen van de persoonsvorm met verschillende voornaamwoorden zoals hi (hij), ghi (u) of di (jij).

## 15e–16e eeuw
Meer eenheid kwam er in dit alles pas echt toen omstreeks het midden van de vijftiende eeuw de boekdrukkunst in gebruik kwam. Pas in 1550 werd door de Gentse drukker/onderwijzer Joos Lambrecht de eerste Nederlandse spellingsverhandeling uitgebracht waarin hij een op zowel uitspraak als morfologische gelijkmatigheden gebaseerde standaardspelling voorstelde, die overigens niet als uniforme spelling voor alle varianten van het Nederlands van die tijd gold.
Het verband tussen spelling en uitspraak werd veel sterker aangehaald door Pontus de Huyter in 1581, die al schrijfwijzen als mens in plaats van mensch en wil in plaats van will voorstond. Hendrik Laurensz. Spiegel formuleerde in 1584 een aantal door In Liefde Bloeiende gepubliceerde spellingsregels die zo uniform mogelijk moesten zijn en tegelijkertijd moesten aansluiten bij de traditie, wat onder meer het schrijven van een enkele klinker in open lettergrepen en het gebruiken van accenten om klankverschillen te duiden inhield.

## 17e eeuw
In 1624 publiceerde Antonis de Hubert zijn vertaling van de Psalmen van David, waarin hij morfologisch consistentere schrijfwijzen als duegd - vanwege het meervoud met een d -, voll en  veele had gehanteerd. Huberts vriend Samuel Ampzing was het in grote lijnen met hem eens, maar bepleitte ook een zuinig gebruik van schrifttekens, bijvoorbeeld door een enkele medeklinker in de auslaut.
De Statenvertaling uit 1637 was mede bedoeld om de spelling van het Nederlands te standaardiseren, maar uiteindelijk heeft deze toch zeer weinig hieraan bijgedragen, waarschijnlijk omdat de vertalers onderling geen echte afspraken hadden gemaakt en soms verschillende spellingen van hetzelfde woord toelieten. Gelijkvormigheid speelde niet of nauwelijks een rol; zo werd bijvoorbeeld hant en goet geschreven naast de verbogen vormen van deze woorden op -d.

## Spelling-Siegenbeek

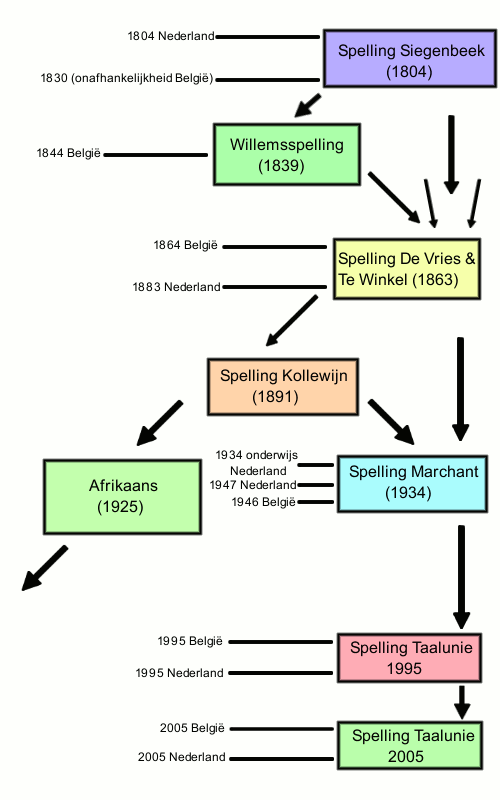
Schematisch overzicht van de verschillende spellingen

De eerste officiële regeling van de spelling in Nederland dateert van 1804. Onder de Franse revolutionaire wind die in het Bataafs Gemenebest waaide, zag men kans om tot één spelling en grammatica te komen. De Leidse hoogleraar Matthijs Siegenbeek werd in 1801 gevraagd om een uniforme spelling op te stellen; de predikant Petrus Weiland werd bij die gelegenheid verzocht een grammatica te schrijven.
Enkele jaren later publiceerde Siegenbeek zijn spelling in Verhandeling over de Nederduitsche spelling ter bevordering van de eenparigheid in dezelve (1804) en een Woordenboek voor de Nederduitsche spelling (1805). Het Staatsbewind van het Bataafs Gemenebest voerde de spelling-Siegenbeek al op 18 december 1804 officieel in. Siegenbeek was van mening dat de spelling de beschaafde Hollandse uitspraak van een woord moest weergeven. Daarbij moest echter wel rekening gehouden worden met de principes van de gelijkvormigheid, de etymologie en de analogie. Aan de spelling-Siegenbeek heeft het huidige Nederlands de schrijfwijze van de lange ij als in ijzer te danken, eerder ook vaak als yzer geschreven. Kenmerkende schrijfwijzen voor deze spelling zijn bijvoorbeeld berigt, blaauw, Dingsdag, gooijen, magt, kagchel, koningrijk, muzijk en zamen.
Een fraai voorbeeld van een min of meer monumentaal boek in de spelling-Siegenbeek is het Crimineel Wetboek voor het Koningrijk Holland uit 1809, het onder koning Lodewijk Bonaparte ingevoerde eerste strafwetboek voor Nederland, dat gold tot aan de inlijving door Frankrijk in de Franse Tijd, toen het plaatsmaakte voor de (Franstalige) Code Pénal.
Echt populair werd deze spelling-Siegenbeek nooit. Vooral de dichter en geleerde Willem Bilderdijk verzette zich heftig tegen de spelling van Siegenbeek, deels uit persoonlijke rancune. In het door Bilderdijk voorgestelde spellingsysteem komen we het moderne kachel, plicht (in plaats van pligt) en gooien tegen, maar ook andwoord, hair (voor haar), ontfangen, thands en wareld. Spellingen die gebaseerd waren op het schrijfsysteem van Bilderdijk waren in de jaren dertig en veertig van de negentiende eeuw vooral populair bij een aantal schrijvers.

## Willems-spelling
In de Zuidelijke Nederlanden gold de spelling-Siegenbeek in de korte periode van het Verenigd Koninkrijk der Nederlanden. Ze werd daar als een soort trouw aan het regime gezien. Deze spelling was in dit gedeelte van het Nederlandse taalgebied echter nooit echt populair, en na het uitroepen van de onafhankelijkheid in 1830 werd de spelling-Siegenbeek er dan ook als 'Hollands' en 'protestants' verketterd. De spellingsituatie was er vrij chaotisch en er werd veel gediscussieerd over hoe men behoorde te spellen: over a of ae, oo of oó, ee of eé, ei of ey, ui of uy,  ambt of ampt, u of ue en over de spelling van werkwoorden.
In 1836 werd een door de Belgische regering gesteunde prijsvraag uitgeschreven om tot een officiële spelling te komen. De jury, onder voorzitterschap van Jan Frans Willems, kwam in 1839 met een eigen voorstel. Dit voorstel sloot dicht aan bij de in Nederland gebruikte Siegenbeek, al bleef men wel kaes, ryden en vuerig schrijven. Deze alternatieve spelling, die bekend is geworden als de Willems-spelling of ook wel Commissiespelling, werd bij het in 1841 gehouden taalcongres definitief vastgelegd. Op 9 januari 1844 werd zij per Koninklijk Besluit officieel van kracht.

## Spelling-De Vries en Te Winkel

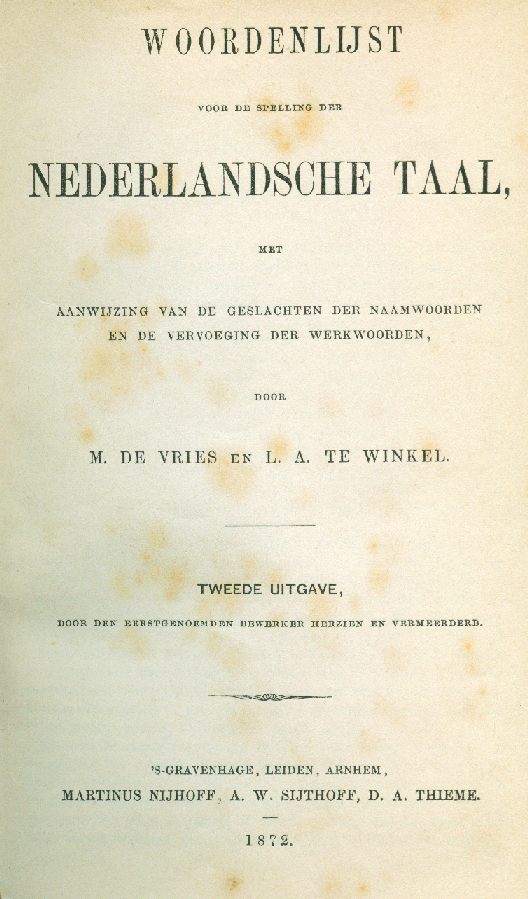
Titelpagina van de Woordenlijst van De Vries en Te Winkel (2e druk, 1872)

De spelling die vandaag de dag – in gewijzigde vorm – in Nederland en Vlaanderen in gebruik is, was oorspronkelijk alleen bedoeld voor het gebruik in een woordenboek. In 1851 werd op het Taal- en Letterkundige Congres in Brussel, waarbij zowel Nederland als Vlaanderen vertegenwoordigd waren, besloten tot een groots opgezet project: het samenstellen van het Woordenboek der Nederlandsche Taal (WNT), een groot woordenboek waarin de Nederlandse woordenschat van de voorbije eeuwen beschreven moest worden.
Dit gezamenlijke project wierp echter wel een probleem op: in welke spelling moest het woordenboek geschreven worden? Op dat moment genoten er drie spellingsystemen enige populariteit: de officiële commissiespelling in België, de spelling-Siegenbeek in Nederland en allerlei varianten gebaseerd op het systeem van Bilderdijk. Het door elkaar gebruiken van deze spellingen zou tot groot ongemak voor de makers en de gebruikers leiden. Bovendien ging het spellingsysteem van Siegenbeek niet in op een aantal belangrijke kwesties, zoals het los of aaneenschrijven van samenstellingen en de tussenklanken in samenstellingen. Er werd dan ook besloten om een speciale woordenboekspelling op te stellen.
Deze spelling werd opgesteld door de taalgeleerden Matthias de Vries en L.A. te Winkel. In 1863 publiceerde Te Winkel de resultaten in De grondbeginselen der Nederlandsche spelling. Ontwerp der spelling voor het aanstaande Nederlandsch Woordenboek. De spelling van De Vries en Te Winkel verenigde elementen van de drie op dat moment gangbare spellingsystemen. Ze bleek in een behoefte te voorzien: na enig onderzoek werd ze in België al op 21 november per Koninklijk Besluit ingevoerd voor overheid en onderwijs. Voor de gewone taalgebruiker verscheen in 1866 van de hand van De Vries en Te Winkel de voorloper van het huidige Groene Boekje, de Woordenlijst voor de spelling der Nederlandsche taal.
De Vries en Te Winkel stelden onder meer dat aan eenieder die van mening is dat een woord anders zou moeten worden gespeld dan hun woordenboek voorschreef, het vrij moest staan dat dan ook te doen en dat woord op een afwijkende eigen wijze te schrijven, mits diegene die andere schrijfwijze maar kon beredeneren en er dan ook consequent in was.
In Nederland verliep de acceptatie van de spelling-De Vries en Te Winkel langzamer. In 1870 verviel de verplichting om op scholen de spelling-Siegenbeek te onderwijzen, wat de weg vrijmaakte voor de spelling-De Vries en Te Winkel. De overheid volgde pas jaren later: in december 1882 besloot de regering om de spelling vanaf 1 januari 1883 in haar stukken te gebruiken. Het Wetboek van Strafrecht (1886) werd daarbij door De Vries zelf doorgelicht op het gebied van taal en spelling. Door de beslissing van de regering om over te stappen op de spelling-De Vries en Te Winkel was zij ook in Nederland een feit, al werd de spelling-Siegenbeek in sommige kringen nog lang gebruikt. De spelling-De Vries en Te Winkel leidde in ieder geval tot een grote uniformiteit van de spelling van het Nederlands in Nederland en België.
De spelling van De Vries en Te Winkel werd in 1888 in de Zuid-Afrikaansche Republiek ingevoerd, nadat het Nederlands door middel van een grondwetswijziging bekrachtigd werd als officiële taal van het land.
Hoewel de spelling-De Vries en Te Winkel beter bleek dan de voorgaande spellingsystemen, zaten er in de ogen van sommigen toch wat haken en ogen aan. Onderwijzers en taalgeleerden maakten bezwaar tegen het grote gewicht dat er aan de etymologie van woorden werd toegekend. Het verschil tussen lezen en heeten was weliswaar etymologisch verantwoord (de dubbele ee en oo voor klinkers die in het Oudgermaans een tweeklank waren), maar lastig te onderwijzen, aangezien het niet de uitspraak van een meerderheid van de taalgebruikers weerspiegelde. Een van de bekendste tegenstanders was R.A. Kollewijn, die in 1891 het artikel Onze lastige spelling. Een voorstel tot vereenvoudiging publiceerde. Hierin hamerde hij op het belang van de uitspraak, die volgens hem het belangrijkste richtsnoer bij de spelling zou moeten zijn. Mensch en Nederlandsch moesten mens en Nederlands worden, Russisch moest volgens hem als Russies geschreven worden en moeilijk als moeilik. Academici uit Nederland en Vlaanderen bestreden dit voorstel met het argument dat het voorstel van Kollewijn de Nederlandse taal zou afbreken en te "volks" zou maken. (In 1934 werden de voorstellen deels alsnog in Nederland ingevoerd, zie onder.)

## Spelling-Kollewijn
De academici uit Zuidelijk Afrika stonden niet direct afwijzend tegenover het bovengenoemde voorstel van Kollewijn. Reeds in 1895 werd er in Stellenbosch nagedacht over mogelijke invoering van de spelling-Kollewijn. Op 4 en 5 januari 1897 werd er een Congres ter Vereenvoudiging der Nederlandsche Taal in Kaapstad belegd. Hier werd besloten om een vereenvoudigde Nederlandse spelling op basis van de voorstellen van Kollewijn in gebruik te nemen als Nederland en Vlaanderen zouden volgen.
Na de Tweede Boerenoorlog werd er in 1903 een speciale vergadering in Stellenbosch gehouden, waarbij werd besloten om professor Viljoen van het Victoria Kollege naar Nederland te sturen om te onderhandelen over de eventuele invoering van de spelling-Kollewijn. Op 19 september 1903 kwam "de Commissie voor taal- en letterkunde" van de Maatschappij der Nederlandse Letterkunde in vergadering bijeen, waaraan twintig professoren deelnamen en werd besloten:
Dat de algemene beginselen volgens welke de Zuid-Afrikaansche Taalbond by het vereenvoudigen van de schrijftaal in Zuid-Afrika wil te werk gaan in overeenstemming zijn met de wetenschappelijke begrippen omtrent de eischen eener taal;
"Dat de voorstellen tot vereenvoudiging van de spelling in Zuid-Afrika niet in strijd zijn met het karakter en de wetten der Nederlandsche Taal;
"Dat het alleszins gerechtvaardigd is om woorden en uitdrukkingen, die in Zuid-Afrika algemeen bekend zijn ook in de schrijftaal te gebruiken, en dat kleine wijzigingen in woordgebruik en taalvormen, zooals die welke de Zuid-Afrikaansche Taalbond voorstelt, geen afbreuk doen aan de hogere eenheid der Nederlandsche taal.
— Commissie voor taal- en letterkunde, Maatschappij der Nederlandse Letterkunde
De spelling-Kollewijn werd aangeduid als officiële spelling van het Nederlands door het Ministerie van Onderwijs van de Engelse Kaapkolonie, Brits Natal, de Transvaalkolonie en de Oranjerivierkolonie. Zodoende werd de spelling-Kollewijn gebruikt op alle Nederlandstalige scholen in Zuidelijk Afrika. Ook werd de spelling in een groot aantal Nederlandstalige kranten en tijdschriften, waaronder De Burger, De Huisgenoot en Volksblad gebruikt.

## Spelling-Marchant
In 1916 ging een Nederlandse commissie aan de slag om te kijken of er een compromis tussen de spelling-De Vries en Te Winkel en de spelling-Kollewijn gevonden kon worden. Dit leidde langzaam tot aanpassingen: op 1 september 1934 voerde de minister van Onderwijs, Marchant, de meeste voorstellen van Kollewijn in het onderwijs in Nederland in. Hierdoor begonnen Nederland en België weer uit de pas te lopen.
De spelling-Marchant hield in:
- De naamvals-n in lidwoorden (op den stoel) en verbogen naamwoorden verviel, behalve bij woorden die uitsluitend een man of een mannelijk dier aanduiden (zoals aan den heer en van den stier). Men hoefde dus niet meer te weten of een woord mannelijk of vrouwelijk was.
- oo en ee aan het einde van open lettergrepen (zoo, heeten) veranderde in o of e, behalve ee aan het einde van een woord (zee). Dit werd uitgedrukt in de titel van een instructieboekje: Niet zoo maar zo.
- De palato-alveolaire klank aan het eind van veel woorden op -s was sinds het Middelnederlands uit de gesproken taal verdwenen, en werd nu ook niet meer geschreven, bijvoorbeeld in visch en mensch. Hierdoor verdwenen sommige verschillen, zoals tussen as (spil) en asch (verbrandingsrest) en tussen wassen (groeien) en wasschen (schoonmaken), verschillen die in het Duits en Engels nog bestaan.
- De uitgangen '-isch' (als in logisch) en '-lijk' (mogelijk) bleven onveranderd.

## Spellingwijziging van 1946 (Vlaanderen) en 1947 (Nederland)

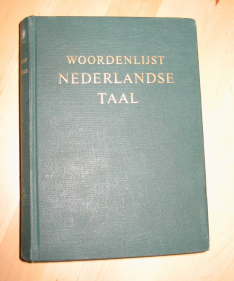
Het Groene Boekje van 1954

Nog tijdens de Tweede Wereldoorlog besloten de regeringen van Nederland en België om de spellingeenheid te herstellen door gezamenlijk te bekijken hoe men op basis van de spelling-De Vries en Te Winkel tot overeenstemming kon komen. Dit leidde tot het invoeren van de zogenaamde versimpelingen van de spelling-Marchant, in Vlaanderen in 1946, in Nederland in het jaar daarop. De bijbehorende Woordenlijst van de Nederlandse taal, het eerste Groene Boekje, liet op zich wachten tot 1954; deze woordenlijst was door een gezamenlijk Vlaams-Nederlandse commissie samengesteld. Het schrijven van de uitgang "-sch" werd grotendeels afgeschaft (mensch → mens, bosch → bos). Ook werd het gebruik van verbuigings-n geheel vrijgelaten, en daarmee in Noord-Nederland feitelijk afgeschaft. Voor veel bastaardwoorden werd een dubbelspelling ingevoerd, waarbij dikwijls werd aangegeven welke vorm de voorkeur verdiende (voorkeurspelling).

## Spellingwijziging van 1954
In 1954 werden in 1946/1947 aangekondigde spellingwijzigingen doorgevoerd die inhoudelijk niet nieuw waren. De inhoud van het Groene Boekje was de uitkomst van de eerder ingestelde commissie en stond los van de in 1946/1947 voorgestelde wijzigingen.
In de volgende decennia maakten de toegelaten en voorkeurspelling het mogelijk te kiezen tussen een meer klassieke en een moderne variant: 'accoord' tegenover 'akkoord', maar ook 'conflict' tegenover 'konflikt' (sinds 1995: akkoord, conflict). Ook kwam een alternatieve spelling voor. Die gold wel als vooruitstrevend. Zo werd de hierboven al genoemde uitgang '-isch' geschreven als '-ies'; de spelling van wat nu de Socialistische Partij heet, was bijvoorbeeld van 1972 tot 1993 Socialistiese Partij. Tegelijk gebruikten verschillende auteurs, onder wie Gerard Reve, lange tijd deze schrijfwijze.

## Spellingstrijd van 1972 tot 1975
In 1956 promoveerde aan de Universiteit van Groningen Dr. Isaac van der Velde op het proefschrift De tragedie der werkwoordsvormen. Vijf jaar later, in 1960 verscheen een beknopte druk van dat proefschrift bij J. B. Wolters. Uit de verantwoording door de schrijver van die beknopte versie hieronder enkele citaten:

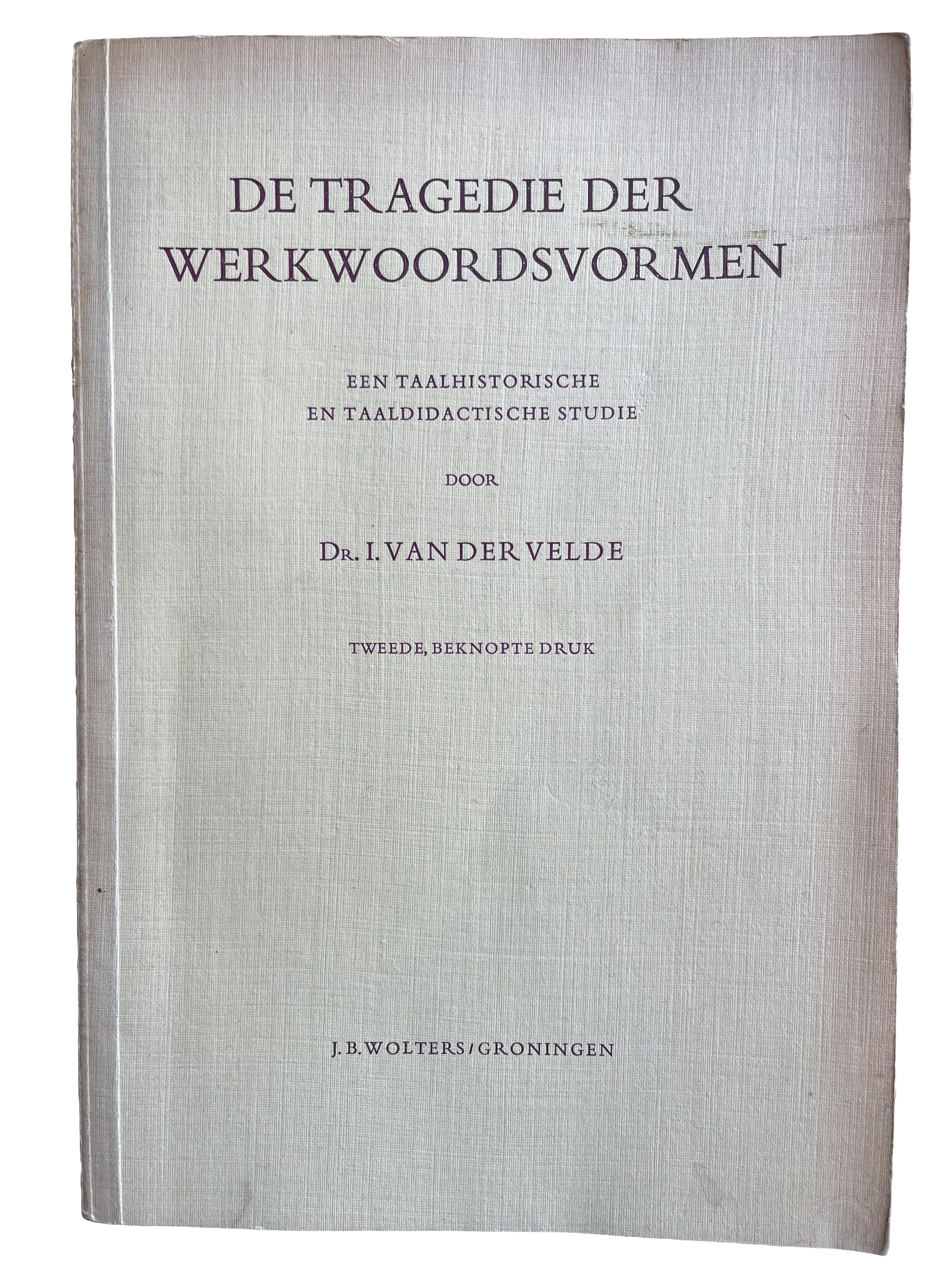
De tragedie der werkwoordsvormen, 1960

- De tragedie der werkwoordsvormen, 1960"Dat mijn voorstel om de d/t regels af te schaffen veel stof zou doen opwaaien was te voorzien. Taal, emotie en identiteit zijn nu eenmaal verstrengeld."
- "Het zuiver schrijven der werkwoordsvormen vormt het hoofdprobleem van de spellingdidactiek." Vanaf het derde tot en met het zesde leerjaar is het in toenemende mate voorwerp van zorgelijke aandacht, zowel bij het schriftelijk als bij het mondeling taalonderwijs. In de 'gewone' taalboekjes volgt dikwijls de ene werkwoordsoefening op de andere. Ook de dictees bevatten overwegend werkwoordsvormen; in het overgrote deel van de mondelinge taallessen komt de schrijfwijze der werkwoordelijke vormen meer of minder uitvoerig aan de orde. Een berekening, gebaseerd op de gangbare taalmethoden en op de aanvullende oefenstof leert dat zeker in de drie hoogste leerjaren tussen de 100 en 150 uur aan de schrijfwijze van de werkwoordsvormen wordt besteed. Dwz dat gerekend over 40 werkweken minstens 2,5 à 3 beschikbare lesuren per week van de normaliter 4 tot 5 à 6 beschikbare lesuren. Andere gedeelten van het moedertaalonderwijs, vooral spreken en schrijven, lijden onder deze onevenredige verdeling van tijd en energie. Dit is een op zichzelf al zeer betreurenswaardig feit, dat des te meer schrijnt, omdat, ondanks alle moeite en zorg, bevredigende resultaten binnen de werkwoordelijke spelling uitblijven."
- "Bij vele leerlingen constateert men een duidelijke apathie, soms zelfs een duidelijke aversie tegen het moedertaalonderwijs als geheel, gevolg van een voortdurend werken met een weinig interessante stof die onderwezen wordt naar een didactiek die klaarblijkelijk boven hun bevatting ligt."

Ondanks al die aandacht voor spelling had ontwikkelingspsycholoog Dolph Kohnstamm in representatief onderzoek aangetoond dat slechts 12 procent van de kinderen uit de hoogste klas van de lagere school de spellingsregels beheersten.

### De Nederlands-Belgische commissie voor de spelling van de bastaardwoorden

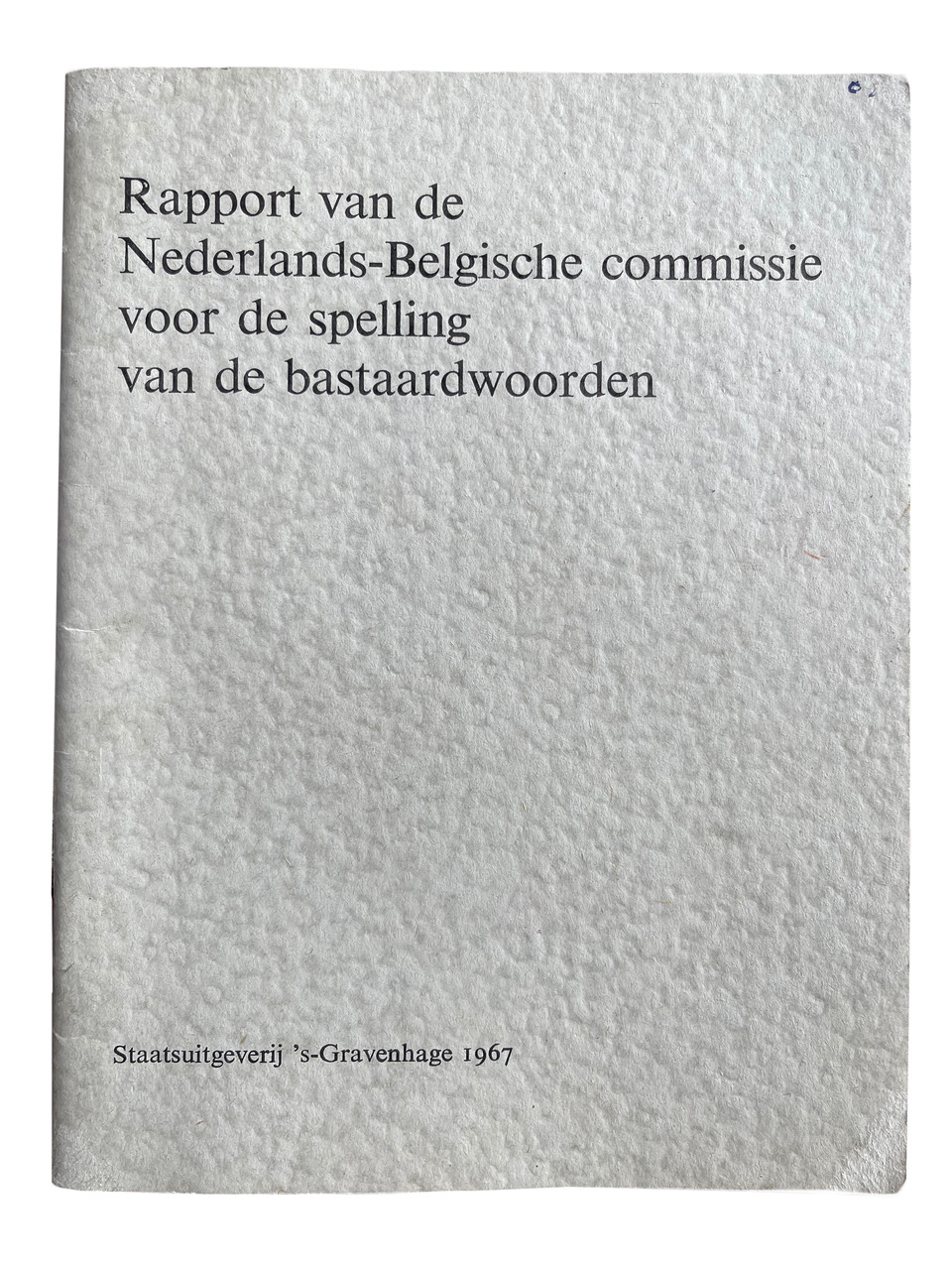
Het rapport van de Nederlands-Belgische commissie voor de spelling van de bastaardwoorden uit 1967

Deze commissie werd in de wandeling De commissie Pée Wesselings genoemd, naar de achternamen van de Nederlandse en Belgische voorzitter, Willem Pée, en J.H. Wesselings. Deze commissie werd in 1961 ingesteld door de ministers van onderwijs van beide landen. De commissie maakte haar resultaten in 1967 bekend, onder andere over het gebruik van de letter c. Het voorstel van de hierboven genoemde dr. I.van der Velde werd overgenomen. Na acht jaar overleg stelde de commissie voor dat wanneer de -c- wordt gevolgd door een -t- , men voortaan -ks- zou schrijven. Dit zou dus bijvoorbeeld de schrijfwijze aksie (i.p..v actie) opleveren.

### Verdergaande voorstellen van de aksiegroep spellingvereenvaudiging
Inmiddels was een zgn. aksiegroep spellingvereenvaudiging opgericht onder leiding van Jan Berits, leraar Nederlands aan een Rijkskweekschool in de provincie Noord-Holland. Berits had vier grote onderwijsvakbonden bereid gevonden taalkundige vertegenwoordigers aan de vergaderingen van de actiegroep te laten deelnemen. De actiegroep had enerzijds waardering voor de voorstellen van de commissie-Pée-Wesselings, maar was anderzijds van mening dat haar voorstellen niet vér genoeg gingen, omdat men niets deed aan de spelling van de werkwoordsvormen. De actiegroep stelde voor:
1. Bij woorden met au óf ou zou men een keuze maken voor een van de twee. De actiegroep koos voor de au.
2. Voor woorden met een ij of ei erin zou een keuze gemaakt moeten worden tussen óf een ij óf ei. Na lange debatten werd gekozen voor de ij.
3. Wat de werkwoordspelling betreft, baseerde men zich op het Groningse proefschrift van de taalkundige Isaac van der Velden, handelseditie Wolters 1955. Men kwam tot de volgende voorstellen: d en t worden geschreven overeenkomstig de uitspraak van die letters in elk woord op zichzelf. Dus:
4. jij antwoort-antwoorde - wij antwoorden - (toen) er wert (door haar) geantwoort
5. Jij wacht-wachte, wij wachten toen (een hele tijt) - er werd (op ons) gewacht
6. Hij hoort-hoorde - wij hoorden en werden gehoort
7. Jij praat-prate - wij praten = er werd inderdaat veel gepraat
8. Hij hat, vint, vont, wert; vint je dit niet eenvaudig? (hoed → hoet, word → wort, paard → paart). De stelregel moest zijn "Waar men bij het uitspreken van het woord een t hoort, schrijve men dat woord met een t".

De publicatie van de voorstellen van deze 'aksiegroep' leidde tot grote publiciteit en een storm van protesten.
Op 8 januari 1972 publiceerde De Telegraaf een dictee geschreven door Ies Cohen. Hij werkte het dictee uit in drie verschillende spellingen:
1. de toen gangbare officiële spelling,
2. de door de commissie Pée-Wesselings voorgestelde spelling en
3. de door de actiegroep nagestreefde spelling.

Kohnstamm betrok een paar taalonderzoekers bij het werk van de actiegroep, onder wie de docent taalbeheersing Helge Bonset. Heel snel na de publicatie van de voorstellen van de actiegroep verklaarde een aantal schrijvers zich faliekant tegen de door de actiegroep voorgestelde vereenvoudigingen, onder wie Harry Mulisch, die ook een brochure tegen de voorstellen publiceerde met als titel: 'Soep lepelen met een vork; tegen de spellinghervormers,' Hugo Claus. Willem Frederik Hermans en Rudy Kousbroek. Maar er waren ook schrijvers en dichters die de voorstellen openlijk steunden, onder wie J. Bernlef, Gerard Walschap, Sybren Polet en Jan Wolkers. In een paar plaatsen werden debatten over de door de voorstanders gewenste vereenvoudigingen georganiseerd, zoals aan de TH in Eindhoven. De in spellingzaken bekende P.C. Paardekooper, hoogleraar Nederlandse taal aan de Universiteit van Leuven, verklaarde daarbij: "Onze huidige spelling is dom. Het verzet tegen vereenvoudiging is emotioneel; de sanering van een spellingwijze is heilzaam". Hij werd hierin bijgevallen door zijn landgenoot Lode Craeybeckx, burgemeester van Antwerpen, eveneens lid van de Vlaamse delegatie. Maar Mr. K.L. Poll die schreef voor de NRC verklaarde zich weer fel tegen. Hij verweet de actiegroep bevooroordeeld onderzoek te hebben gedaan (onder een grote groep zesdeklassers). Het debat in Eindhoven werd georganiseerd door K. van de Laarschot en F. A. de Leeuw, beiden leden van de Eindhovense 'aksiegroep voor spellingvereenvaudiging', in samenwerking met het Studium Generale van de toenmalige Hogeschool. Het debat vond plaats in de "tot de laatste plaats bezette aula van de Hogeschool".
Kohnstamm redigeerde een brochure: "Ik hoop dat de spelling verander\t wort". Hij kende Dick Bruna goed en had al twee boekjes over zijn werk gepubliceerd. Dit gaf hem een mooie aanleiding Bruna te vragen een omslag voor die brochure te ontwerpen. Kohnstamm werkte ook mee aan het televisieprogramma van de VARA En een zoen van de juffrouw en mocht daarvoor, samen met Bob Loeven, een hele aflevering aan de spellingvereenvoudiging wijden. Toen Kohnstamm de actiegroep ging leiden waren er al enkele radicale besluiten genomen waar hij zelf moeite mee had, zoals de au-ou- en ij-ei-uniformering. Maar hij wist van Jan Berits dat over deze voorstellen hard gevochten was en wilde een nieuwe onderlinge strijd hierover vermijden. Daarom ging hij ook deze voorstellen steunen.
Zelfs Betje Wolff had veel moeite met de Nederlandse spelling zoals blijkt uit dit schrijven van haar:
- Over de voor haar moeilijke spelling van de Nederlandse taal schreef zij in 1772 in een brief aan Izaak Sweers "Ofschoon noch hij, noch vader (Noordkerk), noch Houttuin, in staat zijn geweest mij te doen begrijpen wat taalregelen zijn, en ik altoos iemand noodig heb die hem in haar, d in t, t in d of dt veranderd".[12]

Door de grote weerstand werden de voorstellen echter niet doorgevoerd. Maar bij woorden als october en vacantie is de k wel gerealiseerd, dus is het nu oktober en vakantie geworden. Ook de beleefdheidsvorm u (en uw) wordt sindsdien niet langer met een hoofdletter geschreven (uitgezonderd in sommige religieuze teksten als het gaat om God).

## Spellingwijziging van 1995 (Nederland en Vlaanderen)
Na jarenlange discussies en verschillende spellingcommissies nam het Comité van Ministers van de in 1980 opgerichte Nederlandse Taalunie in 1994 een nieuw spellingbesluit aan. Dit leidde tevens tot een nieuwe editie van het Groene Boekje.
Een opvallend verschil met het Groene Boekje van 1954 waren de regels met betrekking tot het schrijven van de tussen-n in samenstellingen. De in 1954 ingevoerde regel van het "noodzakelijk meervoud" verviel, in plaats daarvan moest er bij het bepalen van de juiste schrijfwijze puur naar de meervoudsvorm gekeken worden. Zo werden zeer traditionele Nederlandse schrijfwijzen als ruggegraat en pannekoek gewijzigd in ruggengraat en pannenkoek. De spelling van sommige botanische aanduidingen bleef daarentegen gelijk (de zogenoemde Paardebloemregel), en anderzijds verdween juist weer de meervouds-n in gedachtengang, vanwege het mogelijke meervoud 'gedachtes'.
Daarnaast verviel ook het begrip voorkeurspelling. In het algemeen werd de voorkeurspelling tot de enige officieel erkende spelling verklaard: aktie werd actie, ook in Vlaanderen, waar de k in niet-voorkeurspellingen veel terrein had gewonnen.
Een derde omvangrijke wijziging was dat er een liggend streepje in de plaats kwam van het trema als in een samenstelling een aantal klinkers op elkaar volgen die tot verwarring kunnen leiden. Het werd dus bijvoorbeeld zee-eend in plaats van zeeëend, en zo-even in plaats van zoëven.
Er wordt geen onderscheid meer gemaakt tussen het gebruik van de accent grave voor korte klinkers en de accent aigu voor lange klinkers. Accent aigu is vanaf 1995 het nadrukteken, bijvoorbeeld het énige échte in plaats van het énige èchte. Bij twee of meer klinkerletters krijgen alleen de eerste twee letters een klemtoonteken (bijvoorbeeld nóóit met drie klinkerletters maar twee klemtoontekens, móét, níét, zíj́n, één, vóór met twee klinkerletters en twee klemtoontekens). Vóór 1995 kreeg soms alleen de eerste klinkerletter een klemtoonteken, behalve wanneer twee dezelfde letters gebruikt werden (bijvoorbeeld móet, níet, zíjn, maar één, vóór).
Bijvoorbeeld:
- bewíj́zen kan ik het niet (indien mogelijk) of bewíjzen kan ik het niet,
- je móét weg in plaats van je móet weg,
- geeft u niet méér?

De voorgestelde wijzigingen werden in Nederland op 1 augustus 1996, in Vlaanderen op 1 september 1996 van kracht.

Van alle spellingwijzigingen stuitte die van 1995 echter ook op de meeste weerstand, bijvoorbeeld vanwege de zeer rigoureuze veranderingen op het gebied van de tussen-n. Velen vonden – en vinden – de logica hiervan moeilijk te doorgronden, en in de praktijk vaak inconsequent. Daarbij wordt de frequentie van woorden die onder deze regel vallen, nogal eens overschat.

## Spellingwijziging van 2006 (Nederland en Vlaanderen)
In 1994 werd afgesproken om de woordenlijst van het Groene Boekje elke tien jaar te herzien, waarbij de regels blijven. De eerste revisie van het Groene Boekje verscheen op 15 oktober 2005. Deze spelling is officieel van kracht sinds 1 augustus 2006.
In deze revisie werd slechts één uitzonderingsregel geschrapt: paardebloem en vliegezwam werden paardenbloem en vliegenzwam, zodat de spelling van deze woorden beter aansloot bij bijvoorbeeld paardenstaart en vliegenmepper.
Verder werden er enkele losstaande wijzigingen doorgevoerd: de spelling van enkele woorden werd veranderd zonder dat er aan de regels getornd werd. Een klein overzicht:
- Namen van bevolkingsgroepen kregen een hoofdletter, ook als er geen land- of streeknaam aan verbonden is waarvan ze zijn afgeleid: Kelt, Azteek en Eskimo werden met een hoofdletter geschreven. Een overkoepelende naam voor een etnische groep werd weer met kleine letter geschreven: indiaan en zigeuner (dat zijn immers meerdere volkeren).
- Jood/jood werd hierdoor een speciaal geval: met betrekking tot iemand die de joodse godsdienst aanhangt was de schrijfwijze jood, over iemand die tot het Joodse volk behoort, dan was het Jood. Dus joden, christenen en moslims versus Joden, Amerikanen en Europeanen. Zie ook Joden (spelling).
- Er vonden wijzigingen plaats in de spelling van samengestelde Engelse woordgroepen, bijvoorbeeld online in plaats van on line, full colour in plaats van fullcolour, would-beschrijver in plaats van would-be-schrijver.
- Enkele regels voor het gebruik van koppeltekens werden gewijzigd: extreem-rechts werd extreemrechts.[31] Verder werd het ik-roman (voordien aan elkaar) en zo zijn er nog enkele.
- Enkele versteende samenstellingen werden 'ontsteend', zoals paddenstoel, dronkenman en dronkenlap (voordien zonder tussen-n).
- De woorden sex en sexueel worden geschreven als seks en seksueel. Ook bijna alle samenstellingen met seks, zoals seksshop, sekse, seksen en cyberseks. Evenzo oversekst en seksuoloog. Enkele uitzonderingen zijn: sexappeal, safe sex en sexy, zij behouden de Engelse x. 'Sex' met een x is alleen juist als het een afleiding is van het Latijnse 'zes', zoals sext, sextet enz.
- Enkele inconsequente woorden die "fout" waren opgegeven in het Groene Boekje van 1995 werden rechtgezet: appèl werd appel (omdat in de oorspronkelijke taal (het Frans) dit woord zonder accent grave geschreven wordt), ideeënloos werd ideeëloos (consistentie met bijvoorbeeld besluiteloos).

Uiteraard is deze lijst verre van volledig.
Suriname heeft als geassocieerd lid van de Taalunie (de associatieovereenkomst is getekend in december 2004) te kennen gegeven de Taaluniebesluiten op het gebied van de spelling te volgen.

### Witte Boekje verlaat officiële spelling (2006, Nederland)
Kort na de bekendmaking van de spellingwijziging van 2006 riep een aantal kranten en tijdschriften uit Nederland het Platform de Witte Spelling in het leven, dat zich samen met het Genootschap Onze Taal sterk had gemaakt voor een alternatieve spelling: de zogenaamde witte spelling, die volgens het platform beter aansluit bij het taalgevoel van de Nederlandse taalgebruiker.
Deze witte spelling werd sindsdien door een deel van de Nederlandse media gebruikt, onder meer door enkele landelijke kranten. Het Groene Boekje werd daarentegen door de Nederlandse overheid gebruikt en in het Nederlandse onderwijs. In Vlaanderen en Suriname heeft de witte spelling nooit enige aanhang gehad. Uiteindelijk werd in 2015 de opvolger voorgesteld van het Witte Boekje, de Spellingwijzer Onze Taal, en werd de witte spelling grotendeels opgedoekt.